# Opaku's Train Kit
Opaku's Train Kit（日文為おぱく堂版・電車走行キット或電車走行キット），簡稱 Train Kit 或 TK ，是一套由日本人Mr. Opaku（日文為おぱく堂）開發的模擬鐵路行走的網頁動畫。

## 特點
Train Kit 是一套以規格10cm=1px繪製的動畫，可以放在網頁上供點綴或裝飾，用以模擬鐵路列車行駛的情況。加上製作簡單，日本已有不少 Train Kit 網站。

## 構造
Train Kit 由背景、列車、物件及前景（如有）組成，每部份都是由一（或以上）幅圖組成。再加上網頁原本的原始檔，即成一 Train Kit 動畫。因此，製作非常簡單，只須畫好圖，設定好原始檔內容，快則一小時即可完成。

## 展示
Train Kit 動畫是一個網頁檔，可以輕易地放到，供網友觀看。（唯上載時須連同所有圖檔）

## 分類
Train Kit 主要分為「A類」和「M類」。A類是自動行駛，即是只供觀看；M類是手動行駛，即列車由網友操作。分類的方法只須看版本編號有A字或是M字。例如A01、A02、A667等都是自動行駛；M01、M02、M10SL等都是手動行駛。還有一種叫做「簡易行駛」，識別方法是看有否 00 或 CA 字樣，如：LA00、TA00SL、CA50SL等。此外，「SL」代表蒸氣機車

### 介紹
以下簡介各種 Train Kit 版本的不同。注意：每個版本是獨立的。

#### 自動行駛
- A01

最基本的版本。自動行駛，可以設定信號、平交道、月台等。此版本只支援動力分散列車（EMU）行走。
公開時間：2001年4月與M01一起
- A02

與A01差不多，都是有信號、平交道、月台等等。但此版本可以設定柴油及內燃機車行走，每一次出現時機車都會在編成最前方。
- A02SL

與A02差不多，但是可以設定蒸氣機車行走，有蒸氣機車的黑煙及「動輪」效果。
公開時間：2003年5月
- A02SL-Expert

- A02SL-Kids

與A02SL差不多，但是改為鐵路模型規格（官方網頁稱為「Kids規格」，即TOMY列車），並不能設定黑煙效果。
- A03

- A03-TEC

即A03T，是A03「新幹線」版。加入了大量高速鐵路使用的圖檔，可設定月台閘門（APG），省略了平交道，亦配備高速列車的柔邊效果。
公開時間：2004年3月
- A04 （未公開）

- A05

- A06

- A07

A01路面電車版。可設定多種路面電車專用的物件，包括兩款開門檔案（前方／後方），路面電車專用信號（馬路紅綠燈）等。
公開時間：2003年11月
- A08

A01地下鐵版。增設大量地下鐵專用的效果，如較暗的列車、較光的車站等。此外，也成功刪除了一些錯誤（bug）。
公開時間：2003年11月
- A09SL （未公開）

- A11 （未公開）

- A14 （未公開）

- GA30SL

- UA01

- IA01

- A225

- A667

#### 手動行駛
- M01

手動行駛基礎版本。可設定的圖像和列車與A01相同，但是可以由使用者操作列車，而版面亦固定為跟隨列車而非之設的固定風景。
公開時間：2001年4月與A01一起
- M01D

與M01相同,但像BEV
- M01SL-Kids （未公開）

Kids規格（即TOMY列車）的手動行駛版本，Opaku先生正有意開發。
- M02

- M02W

- M03

- M04

- M10SL

- M20

- M094 （未公開）

- M539

即TKHK的M418

#### 簡易行駛
- M00N·M00B

- KA00

- LA00

- A00Z with SceneChanger

- M00SL

- A00SL

- RA00SL

- TA00SL

- CA50SL

- CA51SL

- CA52SL

- CA53SL

- CA54SL

- CA10 （未公開）

## 比較

### 優點
- 可直接放到
- 製作簡單

### 缺點
- 像真度較低
- 沒有聲音

## 標誌
以下展示的是 Train Kit 的一些標誌。所有有關 Train Kit 的網頁均要顯示任何一個 TK 標誌。（注意：以下列的只是較常用的標誌）

常用 TK 標誌(1)
常用 TK 標誌(2)
常用 TK 標誌(3)
常用 TK 標誌(4)
（英文）

## 下載
下載點為官方網站。 Train Kit 是一套可供免費下載而又合法的軟體。
- 基本組套（A01+M01+X01）（页面存档备份，存于）（日語）
- 擴張組合（其他）（页面存档备份，存于）（日語）

## 外部連結
- （日語）Opaku's Train Kit 官方網站（页面存档备份，存于）
- （中文）TrainKit@HK（页面存档备份，存于） - 香港 TK 網頁
- （中文）香港模擬鐵路聯盟（BVEHK） - 香港鐵路及BVE討論區（C4版區是關於 TK 的）